# テッド・ワイルド
テッド・ワイルド（Ted Wilde, 1889年12月16日 - 1929年12月17日）は、アメリカ合衆国の脚本家、映画監督である。サイレント期に活動し、また1930年にトーキーも2本監督している。ニューヨークで生まれ、キャリア初期からハロルド・ロイドの脚本スタッフの一員を務める。『ロイドのスピーディー』（1928年）により第1回アカデミー賞コメディ監督賞にノミネートされる。40歳の時にハリウッドで脳卒中により亡くなり、カリフォルニア州グレンデールのフォレスト・ローン記念公園墓地に葬られる。遺作は『Clancy in Wall Street』であった。

## 主な作品
- 猛進ロイド Girl Shy (1923) 原案
- Battling Orioles (1924) 監督
- The Goofy Age (1924) 監督、短編
- A Sailor Papa (1925) 監督、短編
- The Haunted Honeymoon (1925) 監督、短編
- 田吾作ロイド一番槍 The Kid Brother (1927) 監督・原案
- 本塁打王Babe Comes Home (1927) 監督
- ロイドのスピーディー Speedy (1928) 監督
- Loose Ankles (1930) 監督
- Clancy in Wall Street (1930) 監督